# Juan Pantoja de la Cruz

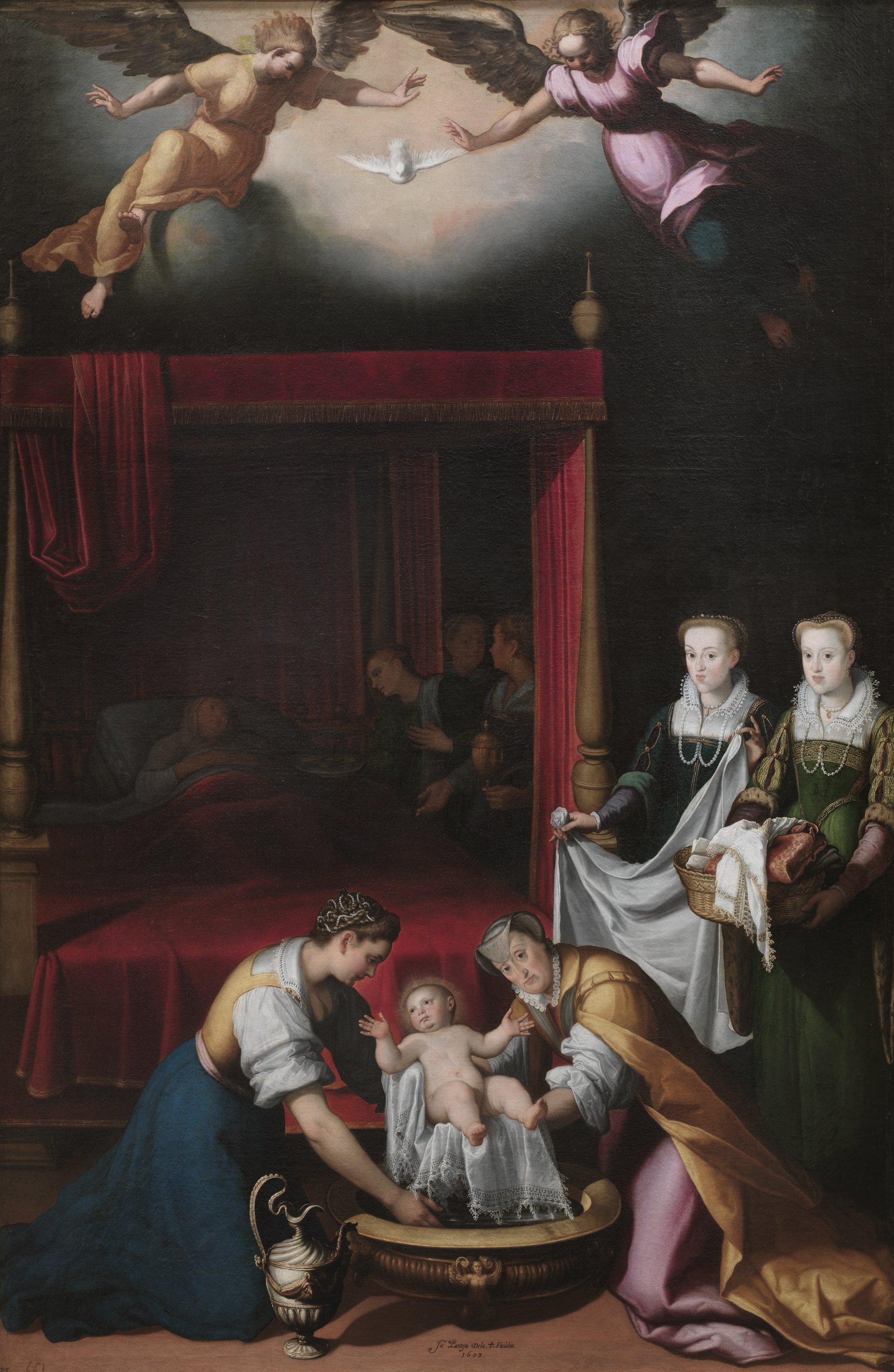
Nacimiento de la Virgen, 1603, (óleo sobre tela, 260 x 172 cm) Museo del Prado. Conjugando pintura religiosa y retrato a lo divino, Pantoja retrató a María Ana de Baviera, suegra de Felipe III, en la dama que sostiene a la Virgen niña, asistida por dos de sus hijas, siendo los únicos personajes que miran al espectador para destacar convencionalmente su carácter de retratos.

Juan Pantoja de la Cruz (Valladolid, 1553-Madrid, 26 de octubre de 1608) fue un pintor español renacentista, especializado en el retrato cortesano con una estética que es todavía la del manierismo renacentista, formado en los modelos de Antonio Moro y Alonso Sánchez Coello.

## Vida y obra

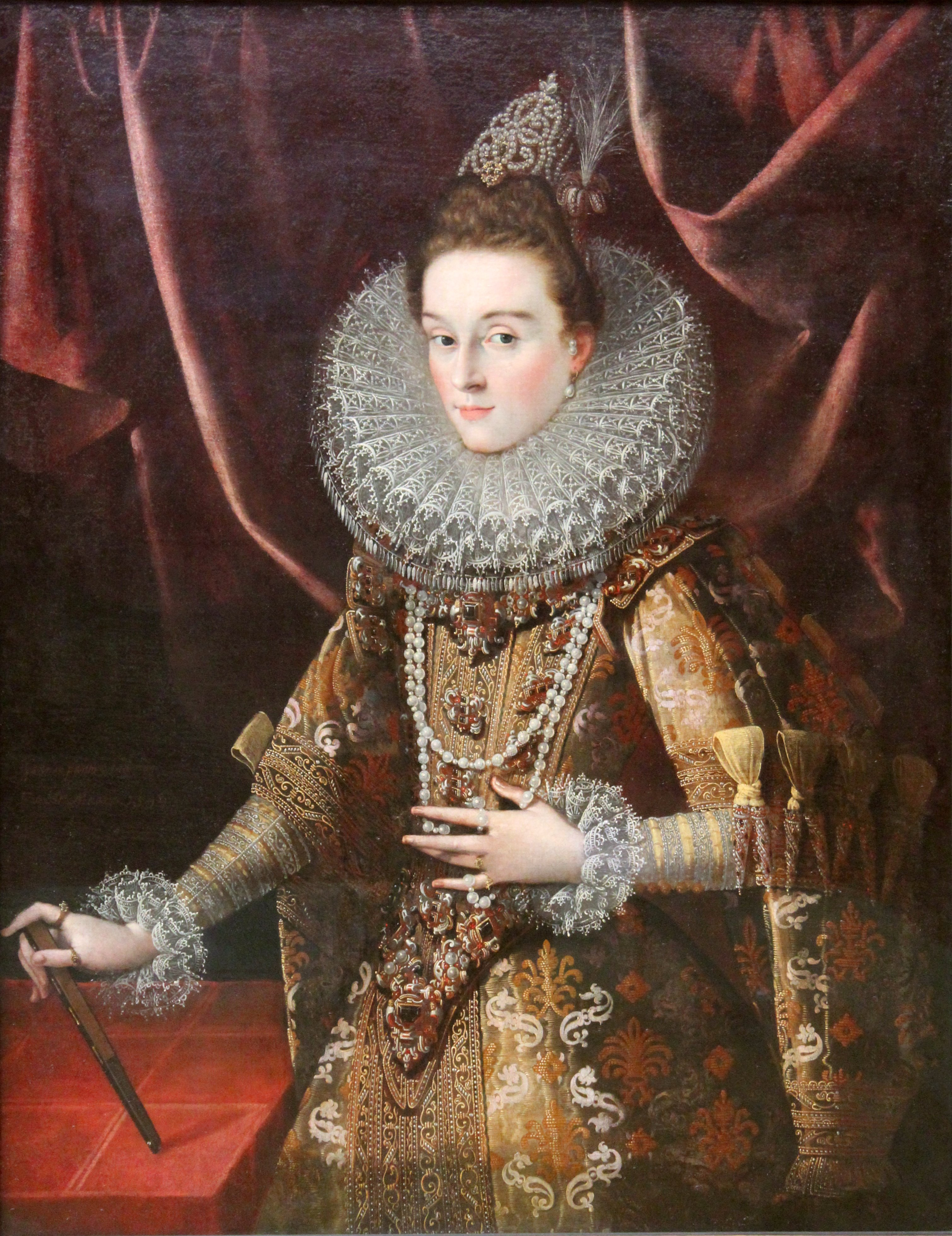
La infanta Isabel Clara Eugenia, (óleo sobre tela, 124,8 x 97,6 cm) 1599. Alte Pinakothek de Múnich.

Muy joven se trasladó a Madrid, donde fue discípulo de Alonso Sánchez Coello, con quien colaboró en algunas obras. En 1587, Pantoja contrajo matrimonio y se independizó como pintor al año siguiente, coincidiendo con la muerte de su maestro (1588). Desde ese momento fue el retratista más importante de la corte, aunque hasta 1596 no obtuvo el título de pintor de cámara del rey Felipe II.
En 1598, al subir al trono Felipe III, se convirtió en retratista oficial de la corte. También se consagró como retratista de la nobleza, guardando los mismos convencionalismos, según se aprecia en el retrato del Duque de Lerma (1602) (Fundación Medinaceli) , o en el de Don Diego de Villamayor (1605, Museo del Ermitage), aunque en el retrato de medio cuerpo de un Caballero santiaguista (1601, Museo del Prado) hay una mayor penetración psicológica, quizá por haberse pintado con mayor libertad, junto a un estudio de la luz más avanzado, en la línea del naturalismo.
Pantoja practicó también la pintura religiosa, que en alguna ocasión trató como retrato a lo divino, así en la Anunciación que pintó en 1606, en la que se sirvió de los retratos de la reina Margarita y de la infanta Ana para caracterizar los rostros de la Virgen y del ángel Gabriel. Obras destacadas en este género son Santa Leocadia de la Catedral de Córdoba, fechada en 1603, la Resurrección (1605) del Hospital de Valladolid, con influencias de Orazio Borgianni, y el Nacimiento de la Virgen (Museo del Prado), en la que asimila los juegos de luz y el naturalismo de Navarrete el Mudo sin abandonar la seca precisión flamenca. Esta obra, en la que aparecía también retratada la madre de la reina, fue pintada con destino al oratorio privado de la reina en el palacio de Valladolid, con motivo del traslado de la capital a aquella ciudad, a la que se había trasladado Pantoja acompañando a la Corte.
Hay noticias documentales que aluden a bodegones pintados por él, a imitación de los que llegaban de Italia, y como pintor al fresco consta su participación en las decoraciones del Pardo, perdidas. Al morir dejó sin concluir las pinturas del techo de la Sala de los Retratos del Palacio del Pardo, en las que trabajaba ayudado por su hijo y en colaboración con Francisco López, con quien tenía ciertas desavenencias sobre lo que correspondía a cada uno, por lo que en el testamento pedía se tasasen, asegurando que su participación había sido mucho mayor. No obstante, la colaboración con el mismo pintor debió de ser frecuente, pues tenían también contratado en comandita el retablo de San Agustín de Valladolid, y sus heredros concertaron con López la finalización de lo que Pantoja había dejado sin terminar en el Pardo. También aparecen estrechamente vinculados con él Santiago Morán, quien a su muerte le sucedió en el cargo de pintor del rey, y sus discípulos más directos, Rodrigo de Villandrando y Bartolomé González.
Con motivo del IV Centenario de su muerte, el Museo del Prado presentó en 2008 una selección de sus obras, que en su mayoría se mantienen almacenadas por limitaciones de espacio.

## Estilo
Siguiendo la tradición del retrato flamenco, se esmeró en mostrar minuciosamente los encajes, vestidos y joyas de sus modelos, que situaba en pie, algo envarados y sobre un fondo neutro oscuro, o al lado de una mesa o un sillón frailero con intención simbólica. También las manos se dibujan con precisión, y con la misma intención simbólica reposan sobre la espada en los hombres, o llevan un pañuelo o un abanico en las mujeres.
Conforme a la tradición del retrato de corte y el magisterio de la escuela veneciana de Tiziano, los miembros de la realeza por él retratados aparecían austeros, sobrios y convencionalmente elegantes. En los poco agraciados rostros apenas hay estudio psicológico, primando la inexpresividad. Erguidos sobre inmensos cuellos blancos, los retratados miran fijamente hacia el espectador.

## Obras destacadas

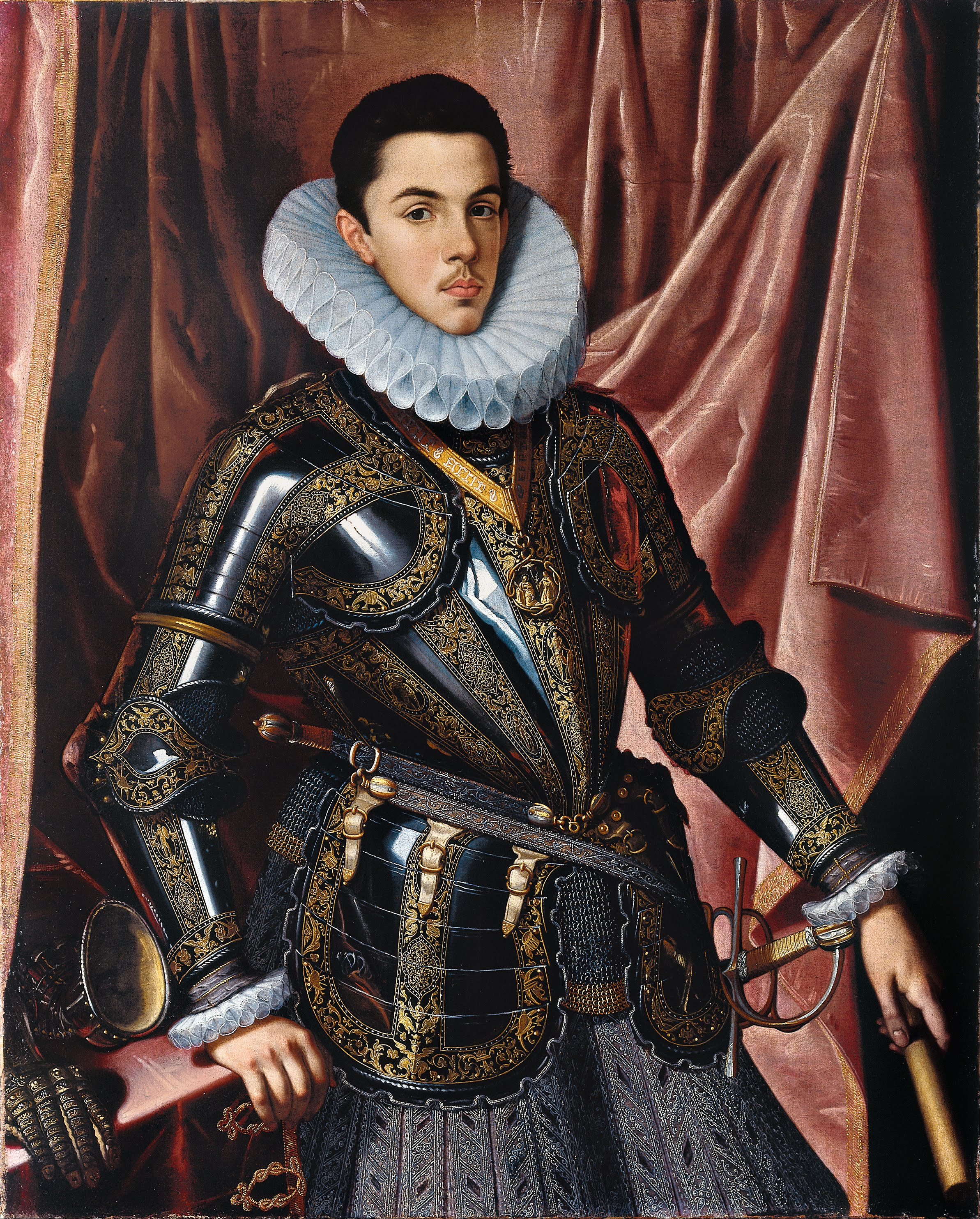
Felipe Manuel de Saboya, príncipe del Piamonte (óleo sobre tela 111 x 89 cm), Museo de Bellas Artes de Bilbao

Entre sus retratos de los miembros de la familia real destacan el de Felipe II ya anciano (1591), Real Monasterio de San Lorenzo de El Escorial); los retratos de la Infanta Isabel Clara Eugenia (1599), y de su esposo el Archiduque Alberto (1600), ambos en la Pinacoteca Antigua de Múnich; los retratos de Ana de Austria (1602) y Margarita de Austria (1607), conservados en el Museo del Prado, o el Retrato de Felipe III vestido con el hábito de Gran Maestre de la Orden del Toisón de Oro (Museo Goya, Castres), que es una de las últimas obras del artista, firmada el mismo año de su muerte. Otros retratos de Felipe III y de su esposa Margarita de Austria se encuentran en la colección real británica (palacio de Hampton Court) y en el Museo Nacional de Arte de Cataluña, que guarda un retrato del rey procedente del legado Cambó. En el Museo de Bellas Artes de Bilbao se expone un Retrato del príncipe Felipe Manuel de Saboya especialmente relevante por su cuidada factura y el logrado efecto tridimensional de la coraza.